# Arctium
Arctium este un gen de plante din familia Asteraceae, ordinul Asterales.

## Utilizare
Este  diuretic, diaforetic și agent de purificare de sânge. Semințele de brusture sunt folosite în medicina tradițională chineză, sub numele de niupangzi (chineză: 牛蒡子; pinyin: Niúpángzi; Unele dicționare prezintă cuvântul în chineză ca fiind doar 牛蒡 niúbàng)
Arctiumul este o plantă medicinală tradițională, care este folosită pentru multe afecțiuni. Extractul de ulei din rădăcină,  numit ulei Bur, este utilizat în prezent în Europa cu convingerea că acesta este un tratament util al scalpului. Studii recente indica faptul ca extractul de ulei din rădăcină este bogat în fitosteroli și în acizi grași esențiali.

## Specii
- Arctium lappa - Brusturele
- Arctium minus
- Arctium tomentosum